# Урхо
Район Урхо (уйг. ئورقۇ رايونى; Ork̡u Rayoni‎, кит. упр. 乌尔禾区, пиньинь Wū'ěrhé qū) — район в городском округе Карамай Синьцзян-Уйгурского автономного района КНР. Название происходит от монгольского слова, означающего «облавная охота».

## История
Когда в этих местах началась добыча нефти, и в 1958 году был создан городской уезд Карамай, то в его состав были переданы Урхо из Хобоксар-Монгольского автономного уезда и Байкоуцюань из состава уезда Толи.
16 февраля 1982 года народное правительство Синьцзян-Уйгурского автономного района приняло решение о преобразовании Карамая в городской округ с разделением его на 4 района, одним из которых стал Урхо. 17 августа 1984 года Карамай был выведен из состава округа Чугучак и переведён под непосредственное подчинение правительству автономного района; при этом было убрано разделение на районы. В августе 1991 года район был воссоздан.

## География
На юге район граничит с районом Джеренбулак, с остальных сторон окружён округом Чугучак Или-Казахского автономного округа.
На территории района на расстоянии около 90 км на северо-восток от г. Карамай существует уникальная форма эолового рельефа, которую экспедиция Обручева назвала «Эоловый город», а местные жители «Город духов» (乌尔禾魔鬼城).

## Административное деление
Район делится на уличный комитет Люшу (развившийся из Байкоуцюань) и посёлок Урхо.